# Emirat von Liptako
Das Emirat von Liptako war ein Reich der Fulbe im Norden des heutigen Burkina Faso in Westafrika. Das Gebiet liegt in der Sahelzone. Der Titel der Herrscher von Liptako lautete Almamy.
Das Emirat wurde 1810 nach einem Krieg mit den Gourmantché von Ibrahim bi Sadyu im Westen des Sokoto-Reiches mit der Hauptstadt Dori gegründet. Im Jahre 1827 mussten sich die Fulbe aus dem nördlichen Teil zurückziehen, der als Oudalan von den Logomaten Tuareg erobert wurde. Kriegerische Auseinandersetzungen gab es auch weiterhin mit dem südlich gelegenen Gulmu.
1895 unterzeichnete Boubacar Sori mit Kapitän Georges Destenave den französischen Protektoratsvertrag.
Gegen die Aufstände im 21. Jahrhundert mobilisierte die Europäische Union im Jahr 2020 die Task Force Takuba.

## Herrscher von Liptako
| Zeit der Regentschaft | Regent                               | Bemerkungen |
| --------------------- | ------------------------------------ | ----------- |
| 1758 bis 1810         | Brahima bi Saydu, Ja-oro von Liptako |             |
| 1810 bis 1817         | Brahima bi Saydu, Almami             |             |
| 1817 bis 1832         | Salifu bi Hama, Almami               |             |
| 1832 bis 1861         | Brahima Sori bi Hama, Almami         |             |
| 1861 bis 1887         | Seku bi Salifu, Almami               |             |
| 1887 bis 1890         | Bubakar Amadu bi Isa, Almami         |             |
| 1890 bis 1891         | Bubakar bi Sori, Almami              |             |
| 1891 bis 1915         | Brahima Usman, Almami                |             |
| 1916 bis 1918         | Bubakar bi Amadu Baba Gedal, Almami  |             |
| 1918 bis 1932         | Abdurahman Diko bi Amadu, Almami     |             |
| 1932 bis 1956         | Abdullahi Sandu bi Faruku, Almami    |             |
| 1956 bis 1959         | Usman bi Amiru, Almami               |             |
| 1959 bis heute        | Abdullahi Nassuru bi Usman, Almami   |             |